# Belle Perez
Pour les articles homonymes, voir Perez.
Maribel Pérez Cerezo (née le 29 janvier 1976 à Neerpelt, Belgique), plus connue par son nom d'artiste Belle Perez, est une chanteuse belge d'origine espagnole.
La chanteuse a été découverte par son manager actuel, Patrick Renier, à un show local de jeunes talents. En 1999, elle a participé aux présélections belges du Concours Eurovision de la chanson et, depuis lors, la carrière musicale de Belle Perez a décollé. Elle débuta dans le monde de la pop, mais, en 2002, elle a bifurqué vers la pop/latino et se produisit sur scène avec son propre groupe, « Baila Perez ». L'album qui suivit fut un succès immédiat et resta plusieurs semaines d'affilée au sommet des classements de vente.
En 2006, sa renommée devint des plus importantes en Belgique (c'est une des bekende vlamingen, litt. flamands célèbres) et aux Pays-Bas. Elle est également devenue présentatrice d'une émission hollandaise de musique très populaire. Perez a également participé aux éliminatoires belges pour l'Eurovision 2006, mais termina en 3e place. Son nouvel album Gotitas De Amor sort le 23 août 2006. Belle perez a commencé à être connue dans le monde entier avec le groupe Mecano et la chanson Hijo de la luna.

## Discographie
2000Hello World
- Hello World (chantée à la fin des émissions de la série Grand Galop)
- Honeybee, #6 Belgique
- This Crazy Feeling
- Kiss and Make Up

2002Everything
- Planet of Love
- Get Up and Boogie
- Everything
- Me & You, #9 Pays-Bas, #10 Belgique

2003Baila Pérez (35 000 copies en Belgique, disque de platine)
- Bailaremos, #15 Belgique
- Hijo de la Luna, #8 Belgique
- Enamorada, #7 Belgique
- Sobreviviré

2004Arena 2004
- Light of My Life, #11 Belgique
- Loca de Amor

2005The Best Of (~20 000 copies)
- Que Viva La Vida, #2 Belgique, #3 Pays-Bas
- Dime, #9 Belgique

2006Gotitas De Amor
- El Mundo Bailando, #1 Belgique (single disque d'or pour 25 000 copies), #17 Pays-Bas
- Ave Maria, Top50 Belgique #50 #21 #16 #14
- Gotitas De Amor, sortie annoncée pour les 25 août

2008
- Amame

2010
- La Colegiala

## Récompenses
- 2000 - Zamu Award - "Best Pop Artist"
- 2002 - Golden Award pour le single "Me & You" (Pays-Bas et Belgique)
- 2002 - Zomerhit Award 'Me And You' Ft Jody Bernal
- 2003 - Platinum Award pour "Baila Perez"
- 2003 - Zomerhit Award 'Enamorada'
- 2004 - Zomerhit Award 'Light Of My Life'
- 2005 - Zomerhit Award 'Que Viva La Vida'
- 2005 - TMF Award - "Best Female Artist"